# Џонсонвил (Јужна Каролина)
Џонсонвил (енгл. Johnsonville) град је у америчкој савезној држави Јужна Каролина.

## Демографија
По попису из 2010. године број становника је 1.480, што је 62 (4,4%) становника више него 2000. године.
| Група             | 2000.         | 2010.         |
| Белци             | 1.071 (75,5%) | 1.079 (72,9%) |
| Афроамериканци    | 323 (22,8%)   | 323 (21,8%)   |
| Азијати           | 2 (0,1%)      | 23 (1,6%)     |
| Хиспаноамериканци | 15 (1,1%)     | 38 (2,6%)     |
| Укупно            | 1.418         | 1.480         |